# Almalevél-aknázómoly
Az almalevél-aknázómoly vagy almalevél-sátorosmoly (Phyllonorycter corylifoliella) a valódi lepkék (Glossata) közé sorolt keskenyszárnyú molylepkefélék (Gracillariidae) családjának egyik, Magyarországon is élő faja.

## Elterjedése, élőhelye
Típusos európai faj, ami az ötvenes években még lepkészeti ritkaságnak számított, de az utóbbi évtizedekben erőteljesen elszaporodott, és mára időszakos kártevővé vált.

## Megjelenése
Világos vörhenyesbarna lepke, aminek szárnyát világosabb és sötétebb foltok tarkázzák. A szárny fesztávolsága 9–10 mm.

## Életmódja
Egy-egy évben változó számú nemzedéke kel ki – Európa melegebb részein 3–4 is, de hazánkban általában csak kettő, ritkábban három, és ha a körülmények végképp kedvezőek, akár a negyedik is. A lepkék már áprilistól rajzanak.
A hernyó a levél színén rágja foltaknáját; a kifejlett hernyók vagy a bábok az aknában telelnek át. Az akna kezdetben vörösesbarna, majd felül ezüstösen csillogó; körkörös vagy ovális. A lerakott ürülék és a szövedék idővel az akna közepén, egy hosszúkás, barnás színű foltban gyűlik össze. A kifejlett akna hosszúkás, sárgásfehér. Ha a moly tömegesen szaporodik, egy-egy levélen akár 25–30 akna is lehet. Ilyenkor a deformált levelek lehullanak, és a következő évi termőrügyek nem tudnak kellőképp beérni.
A gyümölcsültetvényeken jelentős károkat okozhat.
Polifág faj, a gyümölcsfák gyakori kártevője. Az almánál jobban kedveli a körtét, de a meggyen is gyakori. Észlelték még nyíren, galagonyán, madárbirsen (Cotoneaster) és fanyarkán
(Amelanchier) is.